# Zaječí
Zaječí (německy Saitz) je obec v okrese Břeclav v Jihomoravském kraji. Žije zde přibližně 1 500 obyvatel. Nachází se ve vinařské oblasti Morava, Velkopavlovické vinařské podoblasti (viniční tratě: U kapličky, Růžový vrch, Nová hora, Pod Novou horou, Zelnice, Stará hora, Plochovy, Kalvárie, Vinice Skadar, Novomlýnský svah).

## Název
Název se vyvíjel od varianty Sheghat (1222), Zeiechi (1252), Zhayetz (1267), Zycz (1365), Sayacz (1414), v Zajeczy (1511), Zagecžy (1595), Saytz (1718), Seitz (1720), Saytz (1751), Saitz a Zageczý (1846), Saitz a Zaječí (1872), Zaječí (1881) až k podobám Zaječí a Saitz v roce 1924. Místní jméno vzniklo z přídavného jména zaječí a znamenalo místo, kde se vyskytují zajíci.

## Historie

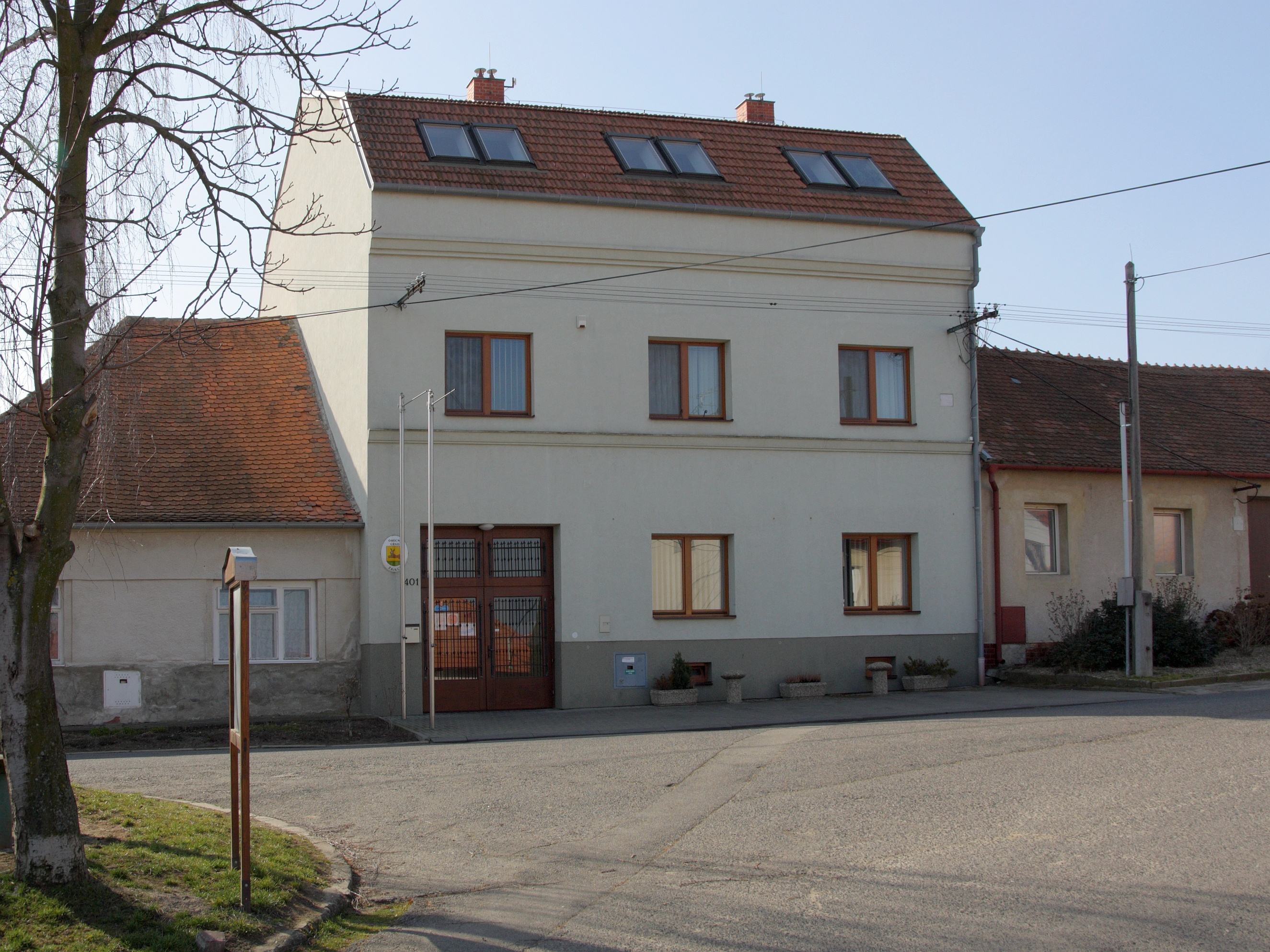
Obecní úřad (2014)

První písemná zmínka o obci pochází z roku 1222, kdy je zmiňován místní kostel sv. Jana Křtitele. Obec byla kolonizována německým obyvatelstvem. Roku 1385 byla čtvrtina vsi vepsána věnem Anně, manželce Hartneida z Lichtenštejna. Odtud čtvrtina vsi náležela Lichtenštejnům, zbytek vsi pak sdílel osudy sousedních Velkých Pavlovic. V roce 1553 Kryštof z Lichtenštejna odprodal díl vsi za 11 500 moravských Zlatých Václavovi z Ludanic. Jeho synové, Jan a Hynek přenechali část vsi roku 1559 Janovi ze Žerotína, čímž se obec dostala k Břeclavi a z Břeclavi v roce 1638 zpět k lednickému panství.
Obec zastihl velký požár roku 1831, kdy shořelo 134 domů, 72 stodol a lisoven. Epidemie cholery řádila v obci v letech 1836 – 60 zemřelých, poté znovu roku 1855 – 70 zemřelých a naposledy roku 1866 – 140 zemřelých. Od roku 1850 obec administrativně patřila k soudnímu okresu hustopečskému, v letech 1938–1945 k landrátu Mikulov, po roce 1945 k okresu Hustopeče a od roku 1949 až doposud k okresu Břeclav. Obec byla zabrána 8. října 1938 německými vojsky, osvobozena Rudou armádou 16. dubna 1945. Až do konce druhé světové války žili v obci převážně Němci, v roce 1921 se k české národnosti hlásilo pouhých 118 obyvatel z 1282 obyvatel celkem.
Po válce bylo německé obyvatelstvo odsunuto. Dále na základě dekretu presidenta republiky č. 12/45 Sb. bylo obyvatelům obce německé národnosti zkonfiskováno 1186 ha půdy a 155 zemědělských usedlostí, dále pak na základě dekretu č. 108/45 Sb. 113 ostatních domů. Do obce se nastěhovalo 913 českých obyvatel, převážně z okolních vesnic. Po komunistickém převratu v únoru 1948 bylo kolektivizací hospodařících majitelů na konfiskátech utvořeno v roce 1950 JZD, které se stalo většinovým roku 1958.
Železniční trať Brno-Břeclav-Vídeň blízkostí obce prochází od roku 1839, železniční uzel jako východisko dráhy směr Hodonín byl dokončen roku 1897. Škola je připomínána v obci od roku 1690, první školní budova roku 1760, další v roce 1828. Nynější budova školy z roku 1892 prošla v letech 2004 a 2005 důkladnou a rozsáhlou rekonstrukcí, která vytvořila dnešním dětem důstojné a moderní prostředí pro vzdělávání. Do lavic této devítileté školy dnes usedají i děti z okolních obcí. V letech 1919–1938 byla v obci zřízena česká menšinová škola. V její budově dnes sídlí mateřská škola.

## Obyvatelstvo
Podle sčítání 1930 zde žilo v 371 domech 1506 obyvatel. 202 obyvatel se hlásilo k československé národnosti a 1282 k německé. Žilo zde 1489 římských katolíků, 7 evangelíků a 7 židů. V obci k počátku roku 2016 žilo celkem 1440  obyvatel. Z nich bylo 706  mužů a 734 žen. Průměrný věk obyvatel obce dosahoval 40,2 let. Dle Sčítání lidu, domů a bytů provedeném v roce 2011, kdy v obci žilo 1375  lidí. Nejvíce z nich bylo (16,5%) obyvatel ve věku od 30 do 39  let. Děti do 14 let věku tvořily 15,5% obyvatel a senioři nad 70 let úhrnem 4,7%. Z celkem 1162  občanů obce starších 15 let mělo vzdělání 44,6% střední vč. vyučení (bez maturity). Počet vysokoškoláků dosahoval 4,7% a bez vzdělání bylo naopak 0,8% obyvatel. Z cenzu dále vyplývá, že ve městě žilo 659 ekonomicky aktivních občanů. Celkem 85,9% z nich se řadilo mezi zaměstnané, z nichž 66,3% patřilo mezi zaměstnance, 3,2% k zaměstnavatelům a zbytek pracoval na vlastní účet. Oproti tomu celých 47,3% občanů nebylo ekonomicky aktivní (to jsou například nepracující důchodci či žáci, studenti nebo učni) a zbytek svou ekonomickou aktivitu uvést nechtěl.Úhrnem 617 obyvatel obce (což je 44,9%), se hlásilo k české národnosti. Dále 353 obyvatel bylo Moravanů a 6 Slováků. Celých 363 obyvatel obce však svou národnost neuvedlo.

### Struktura
Vývoj počtu obyvatel za celou obec i za jeho jednotlivé části uvádí tabulka níže, ve které se zobrazuje i příslušnost jednotlivých částí k obci či následné odtržení.
| Místní části   | Místní části | 1869  | 1880  | 1890  | 1900  | 1910  | 1921  | 1930  | 1950  | 1961  | 1970  | 1980  | 1991  | 2001  | 2011  | 2021  |
| -------------- | ------------ | ----- | ----- | ----- | ----- | ----- | ----- | ----- | ----- | ----- | ----- | ----- | ----- | ----- | ----- | ----- |
| Počet obyvatel | část Zaječí  | 1 428 | 1 523 | 1 543 | 1 500 | 1 630 | 1 481 | 1 506 | 1 214 | 1 253 | 1 308 | 1 355 | 1 320 | 1 422 | 1 375 | 1 454 |
| Počet domů     | část Zaječí  | 337   | 339   | 341   | 344   | 332   | 336   | 371   | 313   | 288   | 292   | 316   | 389   | 433   | 444   | 496   |

### Náboženský život
Obec je sídlem římskokatolické farnosti Zaječí. Ta je součástí břeclavského děkanství brněnské diecéze v moravské provincii.Při censu prováděném v roce 2011 se 209 obyvatel obce (15%) označilo za věřící. Z tohoto počtu se 102 hlásilo k církvi či náboženské obci, a sice 77 obyvatel k římskokatolické církvi (6% ze všech obyvatel obce), dále 1 k pravoslavné a 7 k českobratrským evangelíkům. Úhrnem 512 obyvatel se označilo bez náboženské víry a 654 lidí odmítlo na otázku své náboženské víry odpovědět.

## Obecní správa a politika

### Politika
V letech 2010 až 2014 byla starostkou Jana Hasilíková. Na ustavujícím zasedání zastupitelstva v listopadu 2014 byla do této funkce zvolena znovu. Poslední funkční volební skončilo starostce v roce 2022.
Ve volebním období 2022–2026 byl zvolen starostou obce Ing. Jan Grmela, PhD. a mistostarosta obce Vít Lindner
Samospráva obce se v roce 2017 připojila k vyvěšování moravské vlajky 5. července.

### Obecní symboly
Znak a vlajka byly obci uděleny rozhodnutím předsedy Poslanecké sněmovny Parlamentu České republiky dne 3. dubna 1996.

## Pamětihodnosti

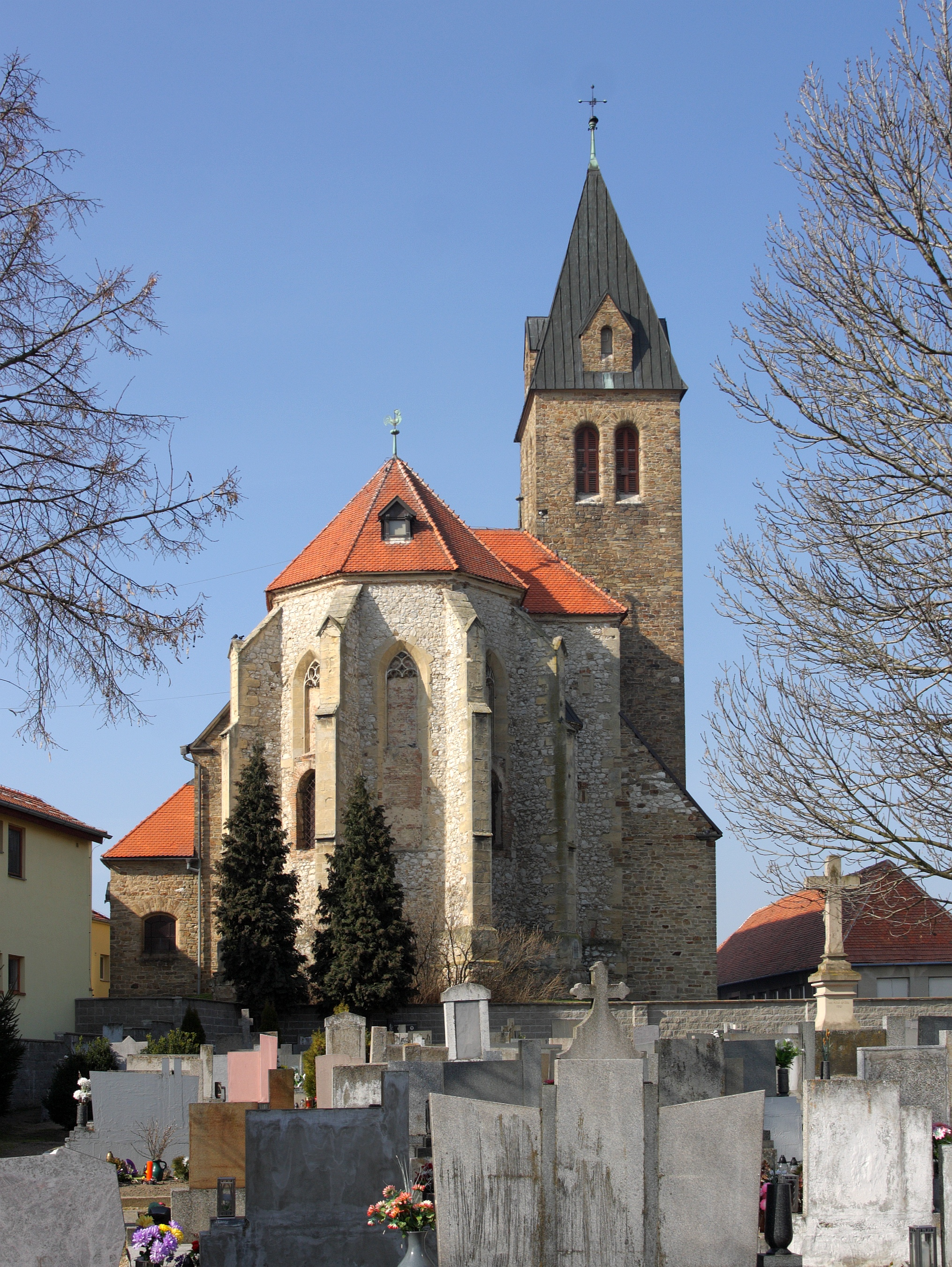
Kostel sv. Jana Křtitele

### Kostel sv. Jana Křtitele
První zmínka o kostele v obci pochází z roku 1222. Informace o jeho první podobě nejsou známy, s největší pravděpodobností se jednalo o dřevěnou stavbu. Dnešní budova kostela prošla napříč staletími množstvím oprav a úprav. Nejstarší částí budovy kostela, tak jak ho známe dnes, je presbytář, zbudovaný v gotickém stylu roku 1508. Mohutné ostění a střílnami osazené točité schodiště, řadí tuto budovu ke skupině opevněných kostelů, jakých se v okolí nachází několik. Presbytář je 12 m dlouhý, 7 m široký, 5 gotických oken je zazděno. Síťová žebrová klenba, spočívající na vnějších opěrných pilířích, se dosud zachovala. Mladšího data je bezslohová loď. Původně byla k presbytáři přistavěna v 17. století. Spolu s ní vznikla dvoupatrová nízká věž, jejíž střecha, společně se střechou lodě, shořela roku 1848. V roce 1860 byl kostel opraven, loď však záhy nevyhovovala svým účelům, a proto byla roku 1912 vystavěna nová loď s novou věží, která je dnes vysoká 43 m. Při opravách byl nalezen náhrobní kámen kněze Stanislava Reisengera z r. 1585, který je vsazen do pravé vnější zdi nové lodě a je volně přístupný. Dále pak byla objevena podzemní chodba propojující kostel s budovou fary. Chodba byla prozkoumána, zmapována a zadokumentována v roce 2007 Speleoklubem Brno.
V dnešní podobě jde tedy o jednolodní orientovanou stavbu s kněžištěm ukončeným pěti stranami osmiúhelníka, sakristií při severní straně kněžiště a představěnou věží s jehlanem v západním průčelí. Kněžiště je zaklenuto síťovou klenbou žebrovou, loď valenou klenbou s výsečemi, sakristie valenou klenbou. Cyklus pěti tabulových obrazů ze života Kristova je umístěn za oltářem. Svou neobvyklou a různorodou architekturou je tento kostel v širokém okolí raritou.

### Plastika svatého Jana Nepomuckého
Socha v životní velikosti pochází z počátku 19. století, v dnešní době je umístěna na mohutném stupňovitém kruhovém soklu. Nachází se na křižovatce ulic Hlavní a Dlážděná. V roce 2012 prošla restaurátorskou obnovou.
Další socha Jana Nepomuckého stojí v jihovýchodním rohu zdejšího hřbitova.

### Kaple
Kaple sv. Floriána – Původní objekt kaple z roku 1710 se nedochoval, na jeho místě byla vybudována a vysvěcena nová kaple. Nachází se na malém návrší na severozápadním okraji obce.
Kaple Nejsvětější Trojice – Malý objekt na okraji obce z roku 1823, stojící na pravé straně silnice ve směru na Nové Mlýny, se nacházel v dezolátním stavu. Téměř zapomenut, zarostlý vegetací zůstával až do roku 2010, kdy jej za přispění obce a sponzorů zrekonstruoval místní občan.

## Galerie

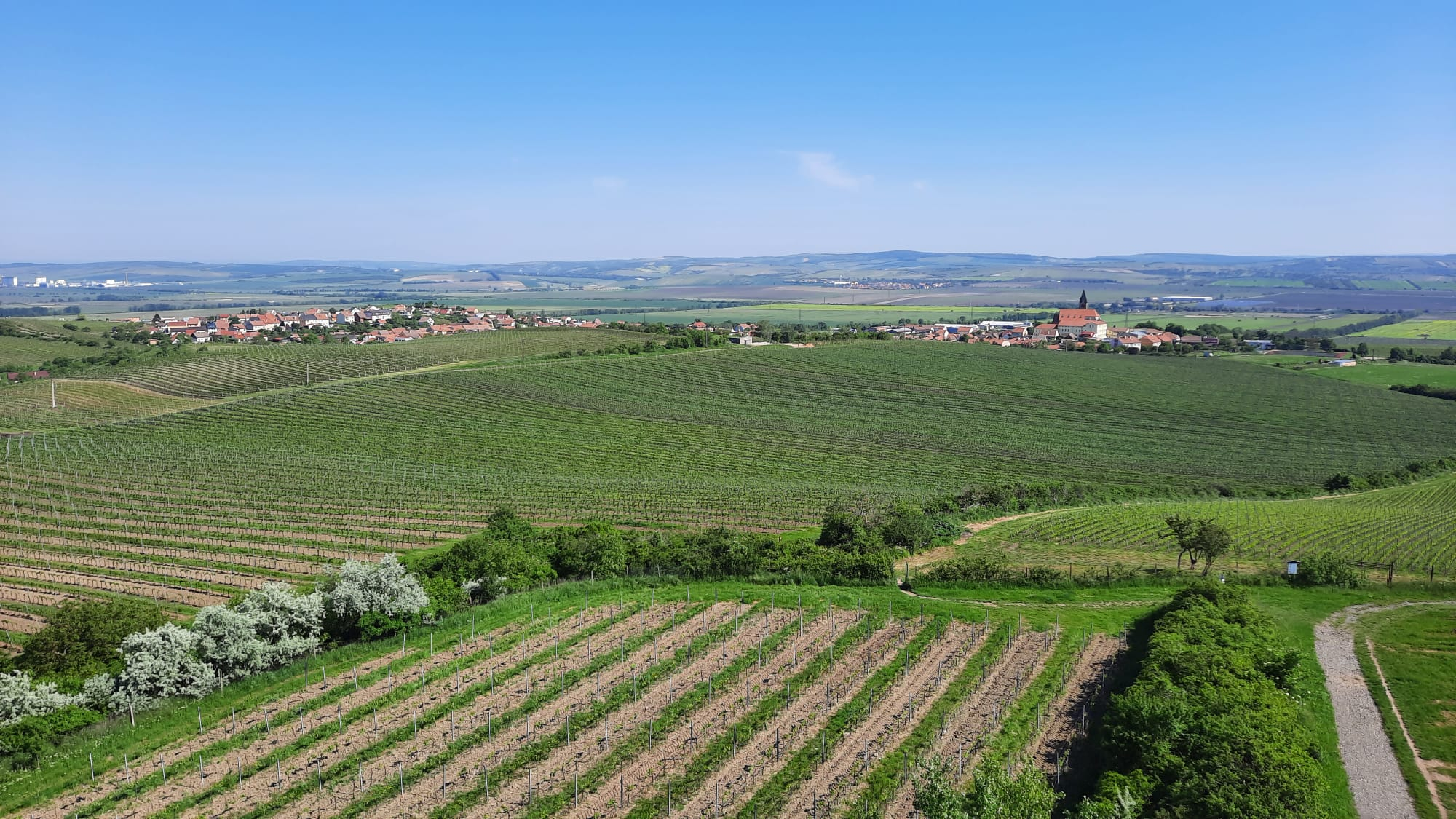
Výhled na Zaječí z místní rozhledny
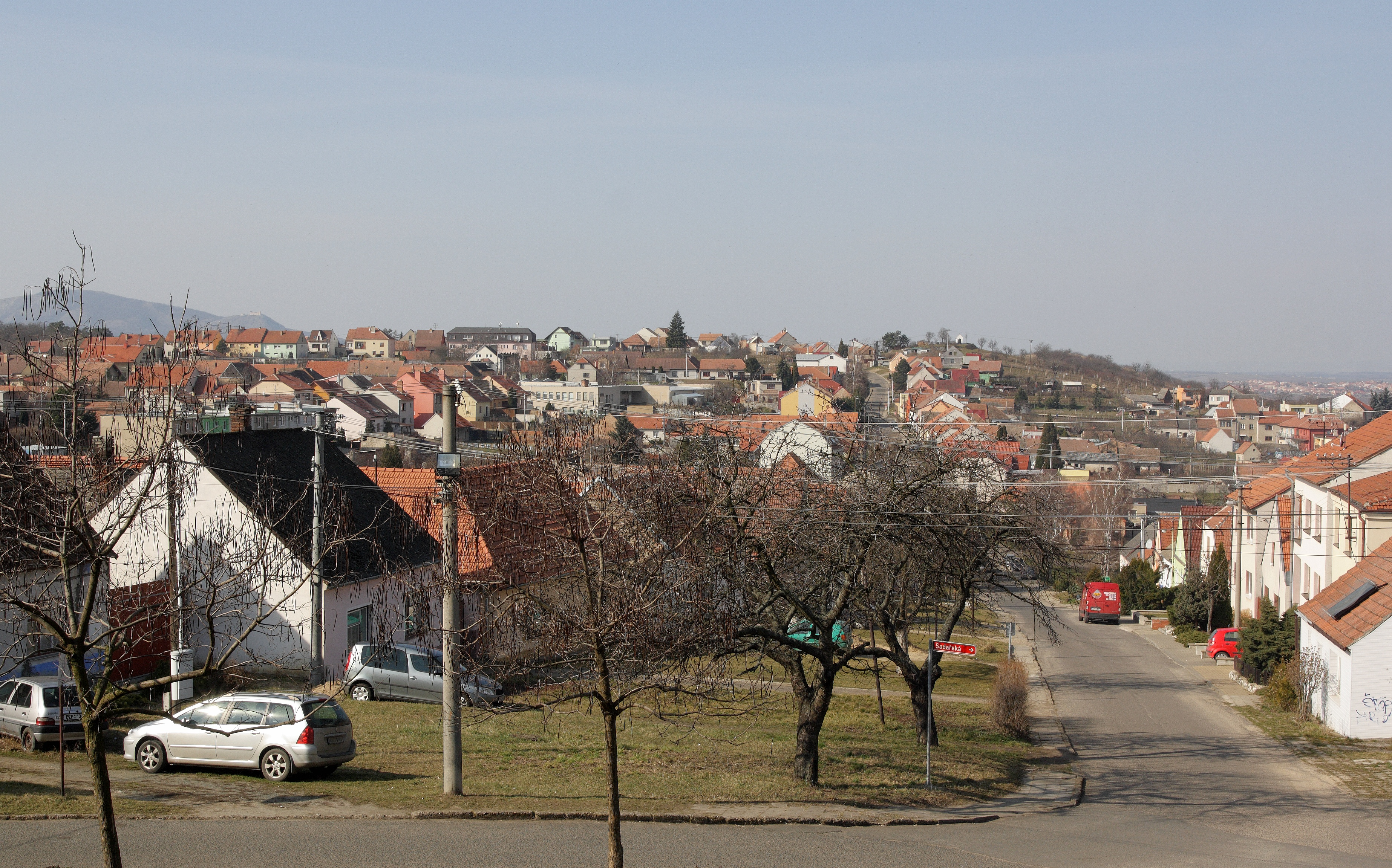
Pohled na náves od kostela
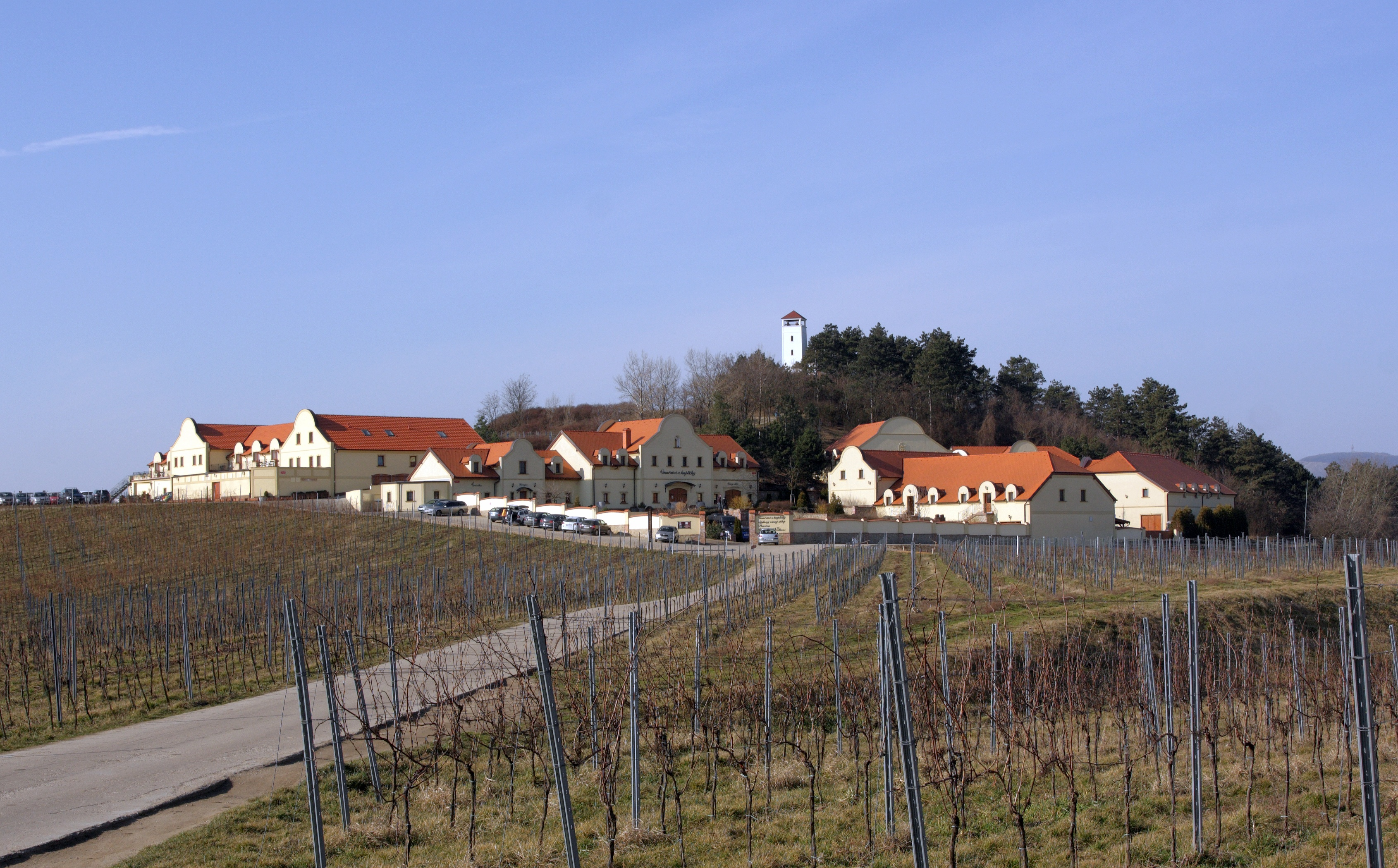
Areál U kapličky pod vrchem Kalvárie
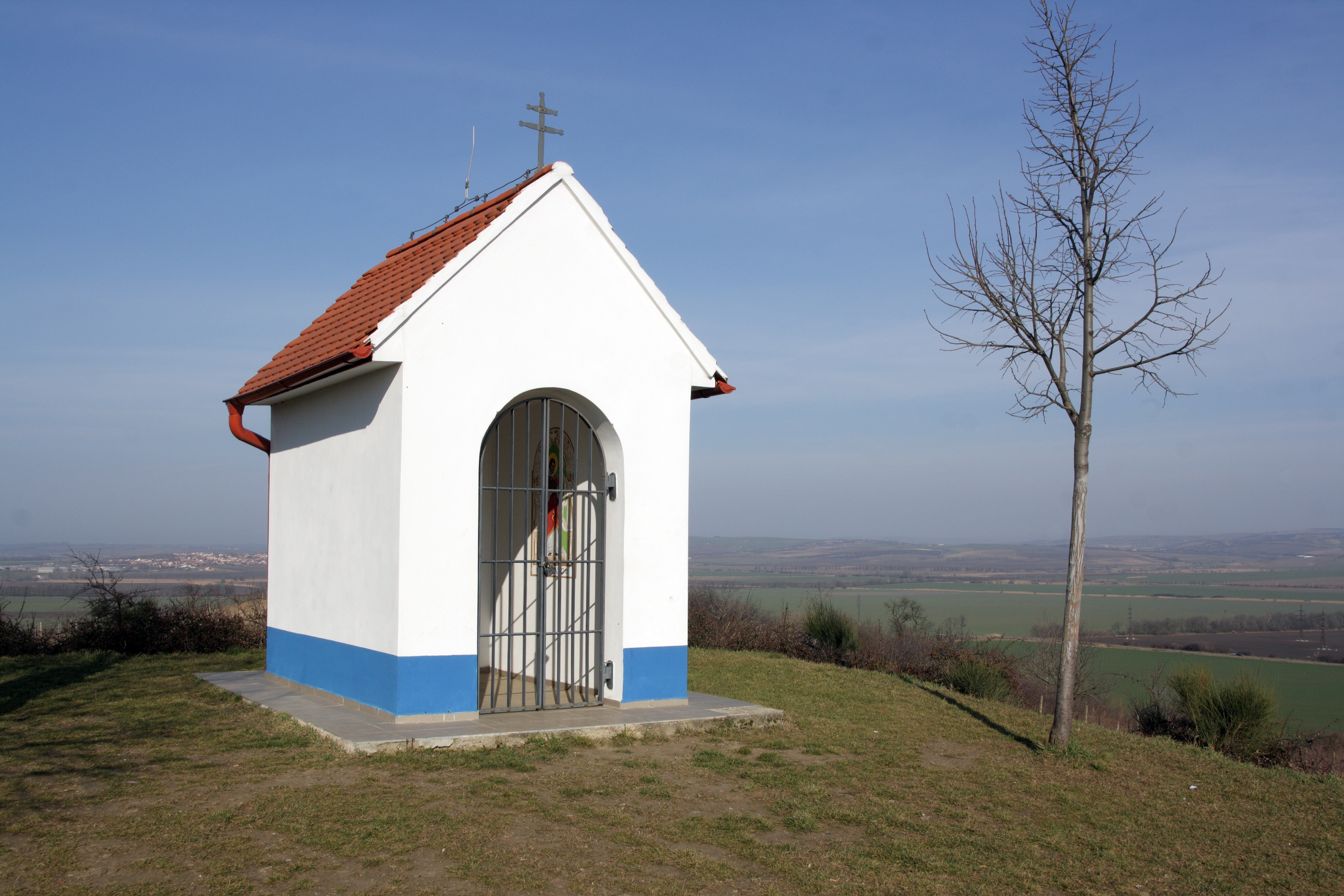
Kaple sv. Floriána
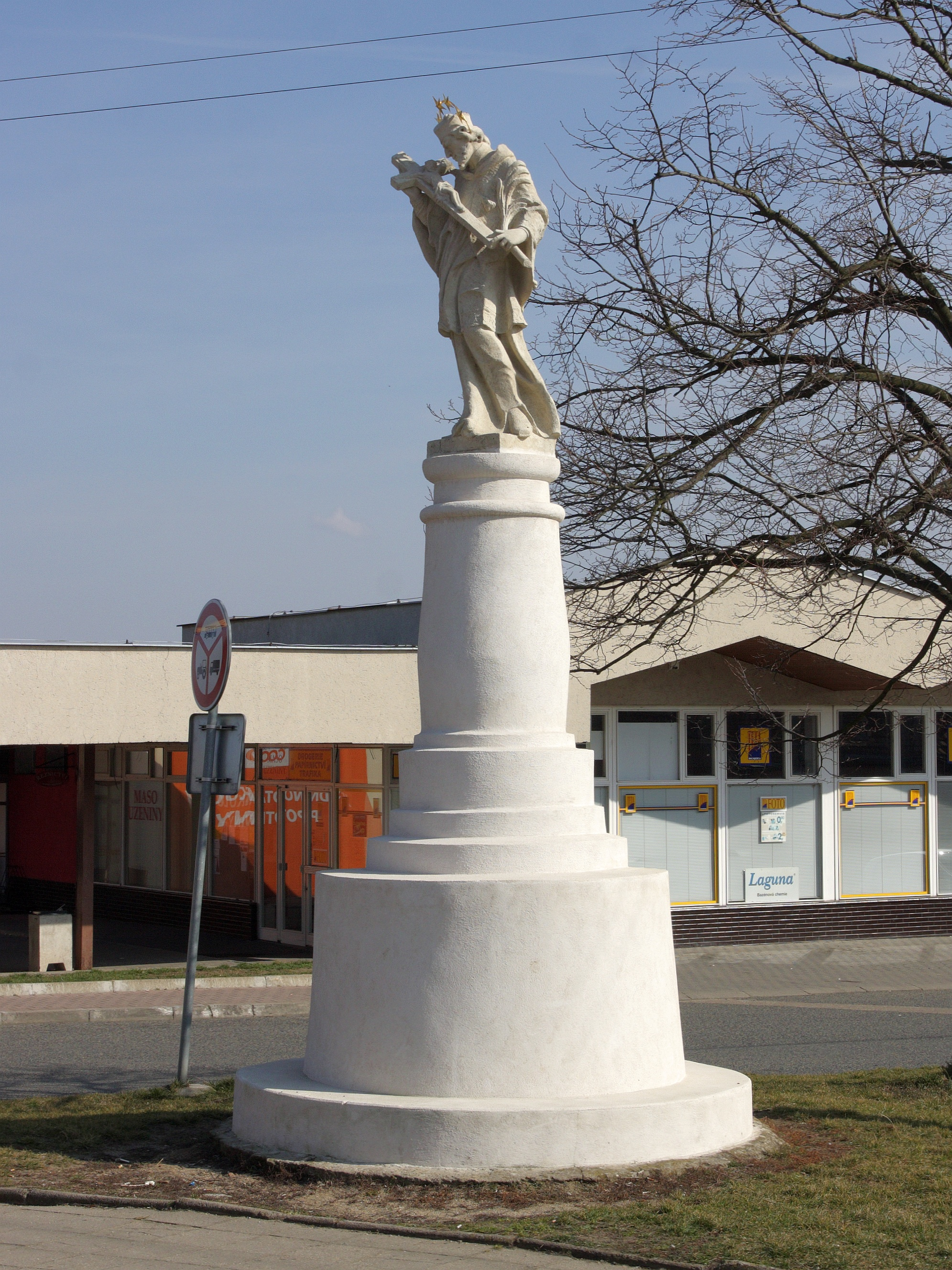
Socha sv. Jana Nepomuckého